# Bergs kyrka, Småland
 Bergs kyrka är en kyrkobyggnad som tillhör Lammhults församling  i Växjö stift.

## Kyrkobyggnaden
Kyrkan uppfördes efter ritningar av Per Axel Nyström vid  Överintendentsämbetet. Arbetet påbörjades  1830 då grunden till den nya kyrkan lades ungefär 2,5 kilometer från den gamla 1200-talskyrkans plats. 
Byggnaden är en tidstypisk  nyklassicistisk kyrka. Kyrkan byggdes av sten som spritputsades och vitkalkades. Det rymliga långhuset avslutas med en rak kor vägg med bakomliggande sakristia i öster. Sakristian är byggd med två våningar. Tornet i väster avslutas med en lanternin försedd med tornur. Kyrkan invigdes 1835 av biskop Esaias Tegnér. 

## Inventarier[1]
- Triumfkrucifix  från  1200-talet.
- Altartavlan, som föreställer Kristi förklaring, målades 1881 av Ludvig Frid.Den är en kopia av Fredric Westins altartavla i Sankt Jacobs kyrka, Stockholm. Altaruppsatsen kompletterades 1967 med åtta mindre tavlor av David Ralson.
- Altarring med svarvade balusterdockor.
- Predikstol, rundformad prydd med förgyllda symboler. Ljudtaket tillkom 1939.
- Sluten bänkinredning.
- Orgelläktare med utsvängt mittstycke.

## Orgel
- 1748 byggde Lars Solberg, Norra Sandsjö en orgel med 7 stämmor.[2]
- 1838 byggde Johan Magnus Blomqvist en orgel med tolv stämmor.
- 1945 byggde Mårtenssons orgelfabrik en orgel med pneumatiska sleiflådor. Fasaden är bibehållen från 1838 års orgel.
- 1955 omdisponerades orgeln av samma firma.
- 1988 renoverade J. Künkels Orgelverkstad orgeln, som då fick mekanisk traktur och registratur till de ursprungliga sleiflådorna.

| Huvudverk I   | Svällverk II        | Pedal            | Koppel |
| Borduna 16´   | Rörgedackt 8´       | Subbas 16´       | I/P    |
| Principal 8´  | Fugara 8´           | Oktava 8´        | II/P   |
| Spetsflöjt 8´ | Principal 4´        | Gedacktpommer 4´ | II/I   |
| Gedackt 8'    | Offenflöjt 4'       | Nachthorn 2'     |        |
| Oktava 4'     | Blockflöjt 2'       | Mixtur 3 chor    |        |
| Rörflöjt 4'   | Nasat 1 1/3'        | Trumpet 16'      |        |
| Qvinta 2 2/3' | Sesquialtera 2 chor |                  |        |
| Oktava 2'     | Scharf 3 chor       |                  |        |
| Mixtur 5 chor | Krumhorn 8'         |                  |        |
| Trumpet 8'    | Termolo             |                  |        |
|               | Crescendosvällare   |                  |        |